# Liste des coureurs du Tour de France 2016
Cet article dresse la liste des coureurs du Tour de France 2016. Les 198 coureurs sont répartis dans 22 équipes.

## Liste des participants
- Liste de départ complète

| Légende                             | Légende                                                                                         | Légende                                | Légende                                                                                                  |
| ----------------------------------- | ----------------------------------------------------------------------------------------------- | -------------------------------------- | --- |
| Num                                 | Dossard de départ porté par le coureur sur ce Tour de France                                    | Pos                                    | Position finale au classement général                                                                    |
| Leader du classement général        | Indique le vainqueur du classement général                                                      | Leader du classement par points        | Indique le vainqueur du classement par points                                                            |
| Leader du classement de la montagne | Indique le vainqueur du classement de la montagne                                               | Leader du classement du meilleur jeune | Indique le vainqueur du classement du meilleur jeune                                                     |
| Meilleure équipe                    | Indique la meilleure équipe                                                                     | Super combatif                         | Indique le super combatif                                                                                |
|                                     | Indique un maillot de champion national ou mondial, suivi de sa spécialité                      | NP                                     | Indique un coureur qui n'a pas pris le départ d'une étape, suivi du numéro de l'étape où il s'est retiré |
| AB                                  | Indique un coureur qui n'a pas terminé une étape, suivi du numéro de l'étape où il s'est retiré | HD                                     | Indique un coureur qui a terminé une étape hors des délais, suivi du numéro de l'étape                   |
| EX                                  | Coureur exclu pour non-respect du règlement, suivi du numéro de l'étape                         | *                                      | Indique un coureur en lice pour le classement du meilleur jeune (coureurs nés après le 1er janvier 1991) |

| Sky SKY                                              | Sky SKY                     | Sky SKY |
| ---------------------------------------------------- | --------------------------- | ------- |
| Num                                                  | Coureur                     | Pos     |
| 1                                                    | Christopher Froome (GBR)    | 1er     |
| 2                                                    | Sergio Henao (COL)          | 12e     |
| 3                                                    | Vasil Kiryienka (BLR) (Clm) | 103e    |
| 4                                                    | Mikel Landa (ESP)           | 35e     |
| 5                                                    | Mikel Nieve (ESP)           | 17e     |
| 6                                                    | Wout Poels (NED)            | 28e     |
| 7                                                    | Luke Rowe (GBR)             | 151e    |
| 8                                                    | Ian Stannard (GBR)          | 161e    |
| 9                                                    | Geraint Thomas (GBR)        | 15e     |
| Directeurs sportifs : Nicolas Portal, Servais Knaven |                             |         |

| Movistar MOV                                                   | Movistar MOV                | Movistar MOV |
| -------------------------------------------------------------- | --------------------------- | ------------ |
| Num                                                            | Coureur                     | Pos          |
| 11                                                             | Nairo Quintana (COL)        | 3e           |
| 12                                                             | Alejandro Valverde (ESP)    | 6e           |
| 13                                                             | Winner Anacona (COL)        | 69e          |
| 14                                                             | Imanol Erviti (ESP)         | 108e         |
| 15                                                             | Jesús Herrada (ESP)         | AB-15        |
| 16                                                             | Gorka Izagirre (ESP)        | AB-17        |
| 17                                                             | Ion Izagirre (ESP) (Clm)    | 47e          |
| 18                                                             | Daniel Moreno (ESP)         | 31e          |
| 19                                                             | Nélson Oliveira (POR) (Clm) | 80e          |
| Directeurs sportifs : José Luis Arrieta, Vicente Garcia Acosta |                             |              |

| Astana AST                                                 | Astana AST              | Astana AST |
| ---------------------------------------------------------- | ----------------------- | ---------- |
| Num                                                        | Coureur                 | Pos        |
| 21                                                         | Fabio Aru (ITA)         | 13e        |
| 22                                                         | Vincenzo Nibali (ITA)   | 30e        |
| 23                                                         | Jakob Fuglsang (DEN)    | 52e        |
| 24                                                         | Andriy Grivko (UKR)     | 86e        |
| 25                                                         | Tanel Kangert (EST)     | 26e        |
| 26                                                         | Alexey Lutsenko (KAZ)*  | 62e        |
| 27                                                         | Diego Rosa (ITA)        | 37e        |
| 28                                                         | Luis León Sánchez (ESP) | 28e        |
| 29                                                         | Paolo Tiralongo (ITA)   | 74e        |
| Directeurs sportifs : Dmitriy Fofonov, Giuseppe Martinelli |                         |            |

| Tinkoff TNK                                       | Tinkoff TNK                   | Tinkoff TNK |
| ------------------------------------------------- | ----------------------------- | ----------- |
| Num                                               | Coureur                       | Pos         |
| 31                                                | Alberto Contador (ESP)        | AB-9        |
| 32                                                | Peter Sagan (SVK) (Route)     | 95e         |
| 33                                                | Maciej Bodnar (POL) (Clm)     | 159e        |
| 34                                                | Oscar Gatto (ITA)             | 156e        |
| 35                                                | Robert Kišerlovski (CRO)      | 58e         |
| 36                                                | Roman Kreuziger (CZE) (Route) | 10e         |
| 37                                                | Rafał Majka (POL) (Route)     | 27e         |
| 38                                                | Matteo Tosatto (ITA)          | 145e        |
| 39                                                | Michael Valgren (DEN)*        | 77e         |
| Directeurs sportifs : Steven de Jongh, Sean Yates |                               |             |

| AG2R La Mondiale ALM                                  | AG2R La Mondiale ALM     | AG2R La Mondiale ALM |
| ----------------------------------------------------- | ------------------------ | -------------------- |
| Num                                                   | Coureur                  | Pos                  |
| 41                                                    | Romain Bardet (FRA)      | 2e                   |
| 42                                                    | Jan Bakelants (BEL)      | 50e                  |
| 43                                                    | Mikaël Cherel (FRA)      | 57e                  |
| 44                                                    | Samuel Dumoulin (FRA)    | 130e                 |
| 45                                                    | Ben Gastauer (LUX)       | 61e                  |
| 46                                                    | Cyril Gautier (FRA)      | 68e                  |
| 47                                                    | Alexis Gougeard (FRA)*   | 147e                 |
| 48                                                    | Domenico Pozzovivo (ITA) | 33e                  |
| 49                                                    | Alexis Vuillermoz (FRA)  | 20e                  |
| Directeurs sportifs : Julien Jurdie, Stéphane Goubert |                          |                      |

| Lotto NL-Jumbo TLJ                                 | Lotto NL-Jumbo TLJ               | Lotto NL-Jumbo TLJ |
| -------------------------------------------------- | -------------------------------- | ------------------ |
| Num                                                | Coureur                          | Pos                |
| 51                                                 | Wilco Kelderman (NED)*           | 32e                |
| 52                                                 | George Bennett (NZL)             | 53e                |
| 53                                                 | Dylan Groenewegen (NED) (Route)* | 160e               |
| 54                                                 | Bert-Jan Lindeman (NED)          | 94e                |
| 55                                                 | Paul Martens (GER)               | 98e                |
| 56                                                 | Timo Roosen (NED)*               | 111e               |
| 57                                                 | Sep Vanmarcke (BEL)              | 104e               |
| 58                                                 | Robert Wagner (GER)              | 163e               |
| 59                                                 | Maarten Wynants (BEL)            | 138e               |
| Directeurs sportifs : Merijn Zeeman, Frans Maassen |                                  |                    |

| Trek-Segafredo TFS                                 | Trek-Segafredo TFS            | Trek-Segafredo TFS |
| -------------------------------------------------- | ----------------------------- | ------------------ |
| Num                                                | Coureur                       | Pos                |
| 61                                                 | Bauke Mollema (NED)           | 11e                |
| 62                                                 | Fabian Cancellara (SUI) (Clm) | NP-18              |
| 63                                                 | Markel Irizar (ESP)           | 120e               |
| 64                                                 | Grégory Rast (SUI)            | 123e               |
| 65                                                 | Fränk Schleck (LUX)           | 34e                |
| 66                                                 | Peter Stetina (USA)           | 46e                |
| 67                                                 | Jasper Stuyven (BEL)*         | 99e                |
| 68                                                 | Edward Theuns (BEL)*          | AB-13              |
| 69                                                 | Haimar Zubeldia (ESP)         | 24e                |
| Directeurs sportifs : Kim Andersen, Alain Gallopin |                               |                    |

| IAM                                                   | IAM                       | IAM   |
| ----------------------------------------------------- | ------------------------- | ----- |
| Num                                                   | Coureur                   | Pos   |
| 71                                                    | Mathias Frank (SUI)       | AB-14 |
| 72                                                    | Stef Clement (NED)        | 18e   |
| 73                                                    | Jérôme Coppel (FRA)       | 75e   |
| 74                                                    | Martin Elmiger (SUI)      | 64e   |
| 75                                                    | Sondre Holst Enger (NOR)* | 141e  |
| 76                                                    | Reto Hollenstein (SUI)    | 97e   |
| 77                                                    | Leigh Howard (AUS)        | 172e  |
| 78                                                    | Oliver Naesen (BEL)       | 83e   |
| 79                                                    | Jarlinson Pantano (COL)   | 19e   |
| Directeurs sportifs : Kjell Carlström, Rik Verbrugghe |                           |       |

| Cannondale-Drapac CDT                                 | Cannondale-Drapac CDT              | Cannondale-Drapac CDT |
| ----------------------------------------------------- | ---------------------------------- | --------------------- |
| Num                                                   | Coureur                            | Pos                   |
| 81                                                    | Pierre Rolland (FRA)               | 16e                   |
| 82                                                    | Matti Breschel (DEN)               | AB-14                 |
| 83                                                    | Lawson Craddock (USA)*             | 124e                  |
| 84                                                    | Alex Howes (USA)                   | 131e                  |
| 85                                                    | Kristjan Koren (SLO)               | 152e                  |
| 86                                                    | Sebastian Langeveld (NED)          | AB-10                 |
| 87                                                    | Ramūnas Navardauskas (LTU) (Route) | 134e                  |
| 88                                                    | Tom-Jelte Slagter (NED)            | 82e                   |
| 89                                                    | Dylan van Baarle (NED)             | 91e                   |
| Directeurs sportifs : Charles Wegelius, Andreas Klier |                                    |                       |

| BMC Racing BMC                                     | BMC Racing BMC           | BMC Racing BMC |
| -------------------------------------------------- | ------------------------ | -------------- |
| Num                                                | Coureur                  | Pos            |
| 91                                                 | Richie Porte (AUS)       | 5e             |
| 92                                                 | Brent Bookwalter (USA)   | 117e           |
| 93                                                 | Marcus Burghardt (GER)   | 89e            |
| 94                                                 | Damiano Caruso (ITA)     | 22e            |
| 95                                                 | Rohan Dennis (AUS) (Clm) | NP-17          |
| 96                                                 | Amaël Moinard (FRA)      | 45e            |
| 97                                                 | Michael Schär (SUI)      | 76e            |
| 98                                                 | Greg Van Avermaet (BEL)  | 44e            |
| 99                                                 | Tejay van Garderen (USA) | 29e            |
| Directeurs sportifs : Yvon Ledanois, Fabio Baldato |                          |                |

| Dimension Data DDD                                           | Dimension Data DDD                     | Dimension Data DDD |
| ------------------------------------------------------------ | -------------------------------------- | ------------------ |
| Num                                                          | Coureur                                | Pos                |
| 101                                                          | Mark Cavendish (GBR)                   | NP-17              |
| 102                                                          | Natnael Berhane (ERI)*                 | 125e               |
| 103                                                          | Edvald Boasson Hagen (NOR) (Route/Clm) | 109e               |
| 104                                                          | Steve Cummings (GBR)                   | 140e               |
| 105                                                          | Bernhard Eisel (AUT)                   | 171e               |
| 106                                                          | Reinardt Janse van Rensburg (RSA)      | 115e               |
| 107                                                          | Serge Pauwels (BEL)                    | 42e                |
| 108                                                          | Mark Renshaw (AUS)                     | AB-9               |
| 109                                                          | Daniel Teklehaimanot (ERI) (Route/Clm) | 85e                |
| Directeurs sportifs : Roger Hammond, Jean-Pierre Heynderickx |                                        |                    |

| Giant-Alpecin TGA                             | Giant-Alpecin TGA        | Giant-Alpecin TGA |
| --------------------------------------------- | ------------------------ | ----------------- |
| Num                                           | Coureur                  | Pos               |
| 111                                           | Warren Barguil (FRA)*    | 23e               |
| 112                                           | Roy Curvers (NED)        | 122e              |
| 113                                           | John Degenkolb (GER)     | 148e              |
| 114                                           | Tom Dumoulin (NED) (Clm) | AB-19             |
| 115                                           | Simon Geschke (GER)      | 66e               |
| 116                                           | Georg Preidler (AUT)     | 56e               |
| 117                                           | Ramon Sinkeldam (NED)    | 143e              |
| 118                                           | Laurens ten Dam (NED)    | 73e               |
| 119                                           | Albert Timmer (NED)      | 153e              |
| Directeurs sportifs : Aike Visbeek, Marc Reef |                          |                   |

| FDJ                                                | FDJ                         | FDJ   |
| -------------------------------------------------- | --------------------------- | ----- |
| Num                                                | Coureur                     | Pos   |
| 121                                                | Thibaut Pinot (FRA) (Clm)   | NP-13 |
| 122                                                | William Bonnet (FRA)        | 127e  |
| 123                                                | Matthieu Ladagnous (FRA)    | AB-9  |
| 124                                                | Steve Morabito (SUI)        | 36e   |
| 125                                                | Cédric Pineau (FRA)         | AB-9  |
| 126                                                | Sébastien Reichenbach (SUI) | 14e   |
| 127                                                | Anthony Roux (FRA)          | 63e   |
| 128                                                | Jérémy Roy (FRA)            | 96e   |
| 129                                                | Arthur Vichot (FRA) (Route) | 78e   |
| Directeurs sportifs : Yvon Madiot, Thierry Bricaud |                             |       |

| Bora-Argon 18 BOA                                     | Bora-Argon 18 BOA         | Bora-Argon 18 BOA |
| ----------------------------------------------------- | ------------------------- | ----------------- |
| Num                                                   | Coureur                   | Pos               |
| 131                                                   | Emanuel Buchmann (GER)*   | 21e               |
| 132                                                   | Shane Archbold (NZL)      | NP-18             |
| 133                                                   | Jan Bárta (CZE)           | 88e               |
| 134                                                   | Cesare Benedetti (ITA)    | 128e              |
| 135                                                   | Sam Bennett (IRL)         | 174e              |
| 136                                                   | Bartosz Huzarski (POL)    | 39e               |
| 137                                                   | Patrick Konrad (AUT)*     | 65e               |
| 138                                                   | Andreas Schillinger (GER) | 154e              |
| 139                                                   | Paul Voss (GER)           | 101e              |
| Directeurs sportifs : Enrico Poitschke, André Schulze |                           |                   |

| Katusha KAT                                         | Katusha KAT                 | Katusha KAT |
| --------------------------------------------------- | --------------------------- | ----------- |
| Num                                                 | Coureur                     | Pos         |
| 141                                                 | Joaquim Rodríguez (ESP)     | 7e          |
| 142                                                 | Jacopo Guarnieri (ITA)      | 165e        |
| 143                                                 | Marco Haller (AUT)*         | 162e        |
| 144                                                 | Alexander Kristoff (NOR)    | 149e        |
| 145                                                 | Alberto Losada (ESP)        | 67e         |
| 146                                                 | Michael Mørkøv (DEN)        | AB-8        |
| 147                                                 | Jurgen Van den Broeck (BEL) | NP-12       |
| 148                                                 | Ángel Vicioso (ESP)         | 129e        |
| 149                                                 | Ilnur Zakarin (RUS)         | 25e         |
| Directeurs sportifs : José Azevedo, Torsten Schmidt |                             |             |

| Lampre-Merida LAM                                    | Lampre-Merida LAM       | Lampre-Merida LAM |
| ---------------------------------------------------- | ----------------------- | ----------------- |
| Num                                                  | Coureur                 | Pos               |
| 151                                                  | Rui Costa (POR)         | 49e               |
| 152                                                  | Yukiya Arashiro (JPN)   | 116e              |
| 153                                                  | Matteo Bono (ITA)       | 136e              |
| 154                                                  | Davide Cimolai (ITA)    | 168e              |
| 155                                                  | Kristijan Đurasek (CRO) | 51e               |
| 156                                                  | Tsgabu Grmay (ETH)*     | 92e               |
| 157                                                  | Louis Meintjes (RSA)*   | 8e                |
| 158                                                  | Luka Pibernik (SLO)*    | 102e              |
| 159                                                  | Jan Polanc (SLO)*       | 54e               |
| Directeurs sportifs : Philippe Mauduit, Mario Scirea |                         |                   |

| Lotto-Soudal LTS                                 | Lotto-Soudal LTS            | Lotto-Soudal LTS |
| ------------------------------------------------ | --------------------------- | ---------------- |
| Num                                              | Coureur                     | Pos              |
| 161                                              | André Greipel (GER) (Route) | 133e             |
| 162                                              | Lars Bak (DEN)              | 173e             |
| 163                                              | Thomas De Gendt (BEL)       | 40e              |
| 164                                              | Jens Debusschere (BEL)      | NP-15            |
| 165                                              | Tony Gallopin (FRA)         | 71e              |
| 166                                              | Adam Hansen (AUS)           | 100e             |
| 167                                              | Gregory Henderson (NZL)     | 155e             |
| 168                                              | Jürgen Roelandts (BEL)      | 126e             |
| 169                                              | Marcel Sieberg (GER)        | 169e             |
| Directeurs sportifs : Herman Frison, Bart Leysen |                             |                  |

| Direct Énergie DEN                                      | Direct Énergie DEN       | Direct Énergie DEN |
| ------------------------------------------------------- | ------------------------ | ------------------ |
| Num                                                     | Coureur                  | Pos                |
| 171                                                     | Bryan Coquard (FRA)*     | 113e               |
| 172                                                     | Sylvain Chavanel (FRA)   | 43e                |
| 173                                                     | Antoine Duchesne (CAN)*  | 107e               |
| 174                                                     | Yohann Gène (FRA)        | 158e               |
| 175                                                     | Fabrice Jeandesboz (FRA) | 60e                |
| 176                                                     | Adrien Petit (FRA)       | 164e               |
| 177                                                     | Romain Sicard (FRA)      | 81e                |
| 178                                                     | Angélo Tulik (FRA)       | AB-12              |
| 179                                                     | Thomas Voeckler (FRA)    | 79e                |
| Directeurs sportifs : Jimmy Engoulvent, Lylian Lebreton |                          |                    |

| Etixx-Quick Step EQS                             | Etixx-Quick Step EQS      | Etixx-Quick Step EQS |
| ------------------------------------------------ | ------------------------- | -------------------- |
| Num                                              | Coureur                   | Pos                  |
| 181                                              | Marcel Kittel (GER)       | 166e                 |
| 182                                              | Julian Alaphilippe (FRA)* | 41e                  |
| 183                                              | Iljo Keisse (BEL)         | 139e                 |
| 184                                              | Daniel Martin (IRL)       | 9e                   |
| 185                                              | Tony Martin (GER) (Clm)   | AB-21                |
| 186                                              | Maximiliano Richeze (ARG) | 144e                 |
| 187                                              | Fabio Sabatini (ITA)      | 150e                 |
| 188                                              | Petr Vakoč (CZE)*         | 118e                 |
| 189                                              | Julien Vermote (BEL)      | 114e                 |
| Directeurs sportifs : Davide Bramati, Brian Holm |                           |                      |

| Cofidis COF                                         | Cofidis COF              | Cofidis COF |
| --------------------------------------------------- | ------------------------ | ----------- |
| Num                                                 | Coureur                  | Pos         |
| 191                                                 | Daniel Navarro (ESP)     | AB-19       |
| 192                                                 | Borut Božič (SLO)        | AB-17       |
| 193                                                 | Jérôme Cousin (FRA)      | 121e        |
| 194                                                 | Nicolas Edet (FRA)       | 106e        |
| 195                                                 | Arnold Jeannesson (FRA)  | 87e         |
| 196                                                 | Christophe Laporte (FRA) | 157e        |
| 197                                                 | Cyril Lemoine (FRA)      | 137e        |
| 198                                                 | Luis Ángel Maté (ESP)    | 55e         |
| 199                                                 | Geoffrey Soupe (FRA)     | 142e        |
| Directeurs sportifs : Didier Rous, Jean-Luc Jonrond |                          |             |

| Orica-BikeExchange OBE                               | Orica-BikeExchange OBE        | Orica-BikeExchange OBE |
| ---------------------------------------------------- | ----------------------------- | ---------------------- |
| Num                                                  | Coureur                       | Pos                    |
| 201                                                  | Simon Gerrans (AUS)           | NP-13                  |
| 202                                                  | Michael Albasini (SUI)        | 132e                   |
| 203                                                  | Luke Durbridge (AUS)*         | 112e                   |
| 204                                                  | Mathew Hayman (AUS)           | 135e                   |
| 205                                                  | Daryl Impey (RSA) (Clm)       | 38e                    |
| 206                                                  | Christopher Juul Jensen (DEN) | 119e                   |
| 207                                                  | Michael Matthews (AUS)        | 110e                   |
| 208                                                  | Rubén Plaza (ESP)             | 72e                    |
| 209                                                  | Adam Yates (GBR)*             | 4e                     |
| Directeurs sportifs : Matthew White, Laurenzo Lapage |                               |                        |

| Fortuneo-Vital Concept FVC                            | Fortuneo-Vital Concept FVC | Fortuneo-Vital Concept FVC |
| ----------------------------------------------------- | -------------------------- | -------------------------- |
| Num                                                   | Coureur                    | Pos                        |
| 211                                                   | Eduardo Sepúlveda (ARG)*   | 59e                        |
| 212                                                   | Vegard Breen (NOR)         | 167e                       |
| 213                                                   | Anthony Delaplace (FRA)    | 90e                        |
| 214                                                   | Brice Feillu (FRA)         | 70e                        |
| 215                                                   | Armindo Fonseca (FRA)      | 146e                       |
| 216                                                   | Daniel McLay (GBR)*        | 170e                       |
| 217                                                   | Pierre-Luc Périchon (FRA)  | 93e                        |
| 218                                                   | Chris Anker Sørensen (DEN) | 84e                        |
| 219                                                   | Florian Vachon (FRA)       | 105e                       |
| Directeurs sportifs : Sébastien Hinault, Roger Tréhin |                            |                            |

## Coureurs par nationalité
| #     | Nationalité      | Au départ | À l'arrivée | Victoire d'étape                                           |
| ----- | ---------------- | --------- | ----------- | ---------------------------------------------------------- |
| 01    | France           | 38        | ≤34         | 1 (Romain Bardet)                                          |
| 02    | Espagne          | 18        | 14          | 1 (Ion Izagirre)                                           |
| 03    | Pays-Bas         | 15        | ≤14         | 2 (Tom Dumoulin)                                           |
| 04    | Belgique         | 14        | ≤11         | 2 (Greg Van Avermaet Thomas De Gendt)                      |
| 05    | Italie           | 13        |             |                                                            |
| 06    | Allemagne        | 12        | 11          | 2 (Marcel Kittel André Greipel)                            |
| 07    | Australie        | 9         | ≤7          | 1 (Michael Matthews)                                       |
| 07    | Suisse           | 9         | 7           |                                                            |
| 09    | Royaume-Uni      | 8         | 7           | 7 (Mark Cavendish x4 Steve Cummings Christopher Froome x2) |
| 10    | Danemark         | 7         | ≤5          |                                                            |
| 11    | États-Unis       | 5         |             |                                                            |
| 12    | Autriche         | 4         |             |                                                            |
| 12    | Colombie         | 4         |             | 1 (Jarlinson Pantano)                                      |
| 12    | Norvège          | 4         |             |                                                            |
| 12    | Slovénie         | 4         | 3           |                                                            |
| 16    | Afrique du Sud   | 3         |             |                                                            |
| 16    | Nouvelle-Zélande | 3         | 2           |                                                            |
| 16    | Pologne          | 3         |             |                                                            |
| 16    | Tchéquie         | 3         |             |                                                            |
| 20    | Argentine        | 2         |             |                                                            |
| 20    | Croatie          | 2         |             |                                                            |
| 20    | Érythrée         | 2         |             |                                                            |
| 20    | Irlande          | 2         |             |                                                            |
| 20    | Luxembourg       | 2         |             |                                                            |
| 20    | Portugal         | 2         |             |                                                            |
| 26    | Biélorussie      | 1         |             |                                                            |
| 26    | Canada           | 1         |             |                                                            |
| 26    | Estonie          | 1         |             |                                                            |
| 26    | Éthiopie         | 1         |             |                                                            |
| 26    | Japon            | 1         |             |                                                            |
| 26    | Kazakhstan       | 1         |             |                                                            |
| 26    | Lituanie         | 1         |             |                                                            |
| 26    | Russie           | 1         |             | 1 (Ilnur Zakarin)                                          |
| 26    | Slovaquie        | 1         |             | 3 (Peter Sagan x3)                                         |
| 26    | Ukraine          | 1         |             |                                                            |
| Total | Total            | 198       | ≤174        |                                                            |